# Igor Błachut
Igor Błachut (ur. 3 stycznia 1973 w Gliwicach) – polski dziennikarz, komentator sportowy i organizator wydarzeń sportowych.

## Życiorys
W 1998 roku skończył politologię na Uniwersytecie Śląskim w Katowicach. Jako sportowiec amator brał udział w licznych zawodach w jeździe rowerowej na orientację, biegach na orientację i rajdach przygodowych. Zdobywał medale mistrzostw Polski, a także reprezentował Polskę na mistrzostwach świata w rowerowej jeździe na orientację.
Jako dziennikarz pracował dla Radia Flash (1992–1993), Programu III Polskiego Radia (1994–2002), Radia Parlament (2000–2002), Programu IV Polskiego Radia (2008–2010) i telewizji Sport Klub (2006–2011). W 2018 rozpoczął współpracę z radiem Weszło.fm. Współpracował jako autor z licznymi wydawcami i tytułami prasowymi m.in. Onet.pl, Wirtualna Polska, „Magazyn Rowerowy”, „Bieganie”, „BikeBoard”, „Barwy Sportu”, „Sportowe Wywiady” oraz „Magazyn Olimpijski”. Współtworzył Kronikę Sportu Polskiego wydawaną w latach 2001–2014.
Od 2000 jest dziennikarzem stacji telewizyjnej Eurosport, gdzie m.in. komentuje konkursy skoków narciarskich (w sezonie Pucharu Świata 2018/2019 Eurosport zanotował średnią oglądalność zawodów cyklu na poziomie 772 tys. widzów). Oprócz tego komentuje na tej antenie biegi narciarskie, kajakarstwo, kolarstwo górskie, kolarstwo przełajowe, kolarstwo szosowe i kombinację norweską. Od 2021 komentuje skoki narciarskie także na antenie TVN.
Prezes i założyciel (w 2008) Stowarzyszenia Team 360 Stopni, które za swój główny cel przyjęło rozwój rajdów przygodowych. Podmiot zorganizował liczne zawody sportowe w biegach na orientację, rowerowej jeździe na orientację, biegach górskich i nordic walking m.in. Rowerowe Mistrzostwa Polski w jeździe na orientacje, Wesołe Biegi Górskie, WesolinO, Wiosenne 360°, Mistrzostwa Warszawy i Mazowsza w biegach na orientację, Gliwicki Rajd Przygodowy i Rajd Miejski 360º. Igor Błachut był organizatorem i dyrektorem wielu zawodów m.in. Mistrzostw Świata w Jeździe Rowerowej na Orientację w 2014 rozgrywanych w Puszczy Knyszyńskiej. Należy do Komisji Rowerowej Jazdy na Orientację przy Polskim Związku Orientacji Sportowej.
W czasie współpracy z Polskim Radiem brał udział w nagrywaniu wydanej w 2001 roku płyty „Pocztówka do św. Mikołaja”. Wykonywał wraz z innymi piosenkę Krok po kroczku, która dotarła do 2. miejsca listy przebojów Programu Trzeciego.